# Castle Rock (bergstopp)
Castle Rock är en bergstopp i Australien. Den ligger i kommunen Plantagenet Shire och delstaten Western Australia, omkring 360 kilometer sydost om delstatshuvudstaden Perth. Toppen på Castle Rock är 570 meter över havet, eller 24 meter över den omgivande terrängen. Bredden vid basen är 0,20 km. Castle Rock ingår i Porongurups Range.
Runt Castle Rock är det mycket glesbefolkat, med 2 invånare per kvadratkilometer.. Närmaste större samhälle är Porongurup, nära Castle Rock.
I omgivningarna runt Castle Rock växer huvudsakligen savannskog. Genomsnittlig årsnederbörd är 808 millimeter. Den regnigaste månaden är september, med i genomsnitt 134 mm nederbörd, och den torraste är februari, med 12 mm nederbörd.